# زعرورة
زعرورة هي قرية مغربية شمال المملكة. تنتمي زعرورة لإقليم العرائش الساحلي. تضم هذه القرية 12.931 نسمة (إحصاء 2004).